# Torneio Brasília
O Torneio Brasília ou Torneio Quadrangular Brasília de 1958 foi uma competição amistosa interestadual de futebol organizada pelo Sírio Libanês e disputada na cidade de Goiânia em 1958. Teve a participação de quatro equipes, Atlético Goianiense, Corinthians, Goiânia e Sírio Libanês, com três rodadas programadas para serem cumpridas, nas quais todas as equipes envolvidas se enfrentariam em rodadas duplas, sendo campeã aquela que tivesse o melhor aproveitamento.
O campeão foi o Corinthians ao vencer todos os seus jogos e sem sofrer gols. O vice-campeão, e a surpresa do campeonato, foi o Sírio Libanês que conseguiu se sobressair diante de seus dois rivais Goiânia e Atlético Goianiense.

## Antecedentes

### Convite
Em 16 de abril de 1958, o Jornal de Notícias, de Goiânia, publicou que ao ser  procurado por dirigentes do Sírio Libanês, um membro da direção do clube paulista disse que havia uma possibilidade do Corinthians disputar três partidas na cidade goiana caso o clube não excursionasse à Europa.
No dia 7 de junho do mesmo ano, A Gazeta Esportiva informou que em uma reunião entre o presidente do Corinthians, Alfredo Ignácio Trindade, e o representante dos times goianos, Elton Campos, ficou acertado um triangular entre a equipe paulista, o Sírio Libanês e o Goiânia. O time alvinegro receberia 240 mil cruzeiros por disputar o campeonato.
Corrigindo a informação dada anteriormente, A Gazeta Esportiva publicou no dia 9 de junho que a equipe paulista jogaria três partidas e não duas. O primeiro confronto seria com o Sírio Libanês, o segundo com o Goiânia e na última partida com um combinado local.
Somente no dia 11 de junho, A Gazeta Esportiva informou de maneira correta que o Corinthians disputaria o Torneio Brasília contra o organizador Sírio Libanês, e as esquadras do Goiânia e Atlético Goianiense.

## Participantes
O torneio apresentou quatro clubes participantes; os goianos Sírio Libanês (organizador), Atlético Goianiense e Goiânia, e o Corinthians de São Paulo.
O Atlético Goianiense, apesar das péssimas exibições no Torneio Preto-Tarzan e no Quadrangular Rio-Goiás, era um dos favoritos a brigar pelo título. Atual campeão goianiense invicto, o clube vinha de um grande triunfo sobre o atual campeão paulista, São Paulo.
O Corinthians, mesmo desfalcado dos jogadores Gilmar e Oreco, e de seu treinador Cláudio, era o grande favorito do torneio.
Mesmo com o vice-campeonato goianiense, o Goiânia era considerado pela imprensa como o time que poderia tirar o título dos paulistas. Vindo de um título do Quadrangular Rio-Goiás contra o Olaria, a Campineira e seu maior rival Atlético; e do Torneio Preto-Tarzan, o time carijó aparentava melhor entrosamento e qualidade em 1958 do que seu co-irmão de Campinas.
Já o Sírio Libanês, era considerado o patinho feio antes do início do torneio. Possuía um elenco bem inferior ao Corinthians e aos seus dois rivais locais.
| Equipe              | Estado    |
| ------------------- | --------- |
| Atlético Goianiense | Goiás     |
| Corinthians         | São Paulo |
| Goiânia             | Goiás     |
| Sírio Libanês       | Goiás     |

## Resumo

### Primeira rodada

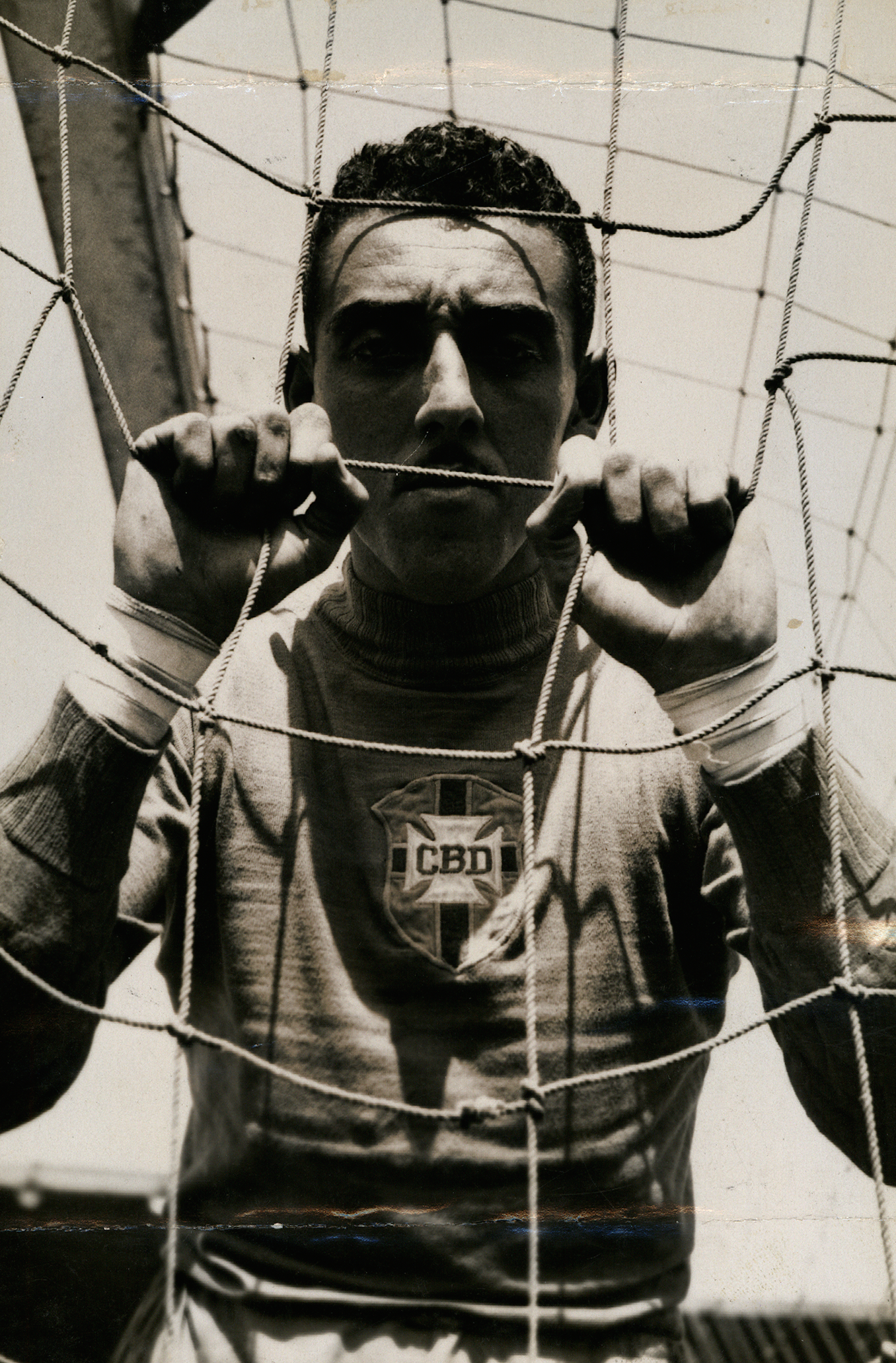
Cabeção goleiro que não sofreu nenhum gol durante o torneio.

O Goiânia enfrentou o Sírio Libanês na partida de abertura do torneio. A equipe carijó não contava com a superioridade do time da colônia e foi surpreendido na cancha da Avenida Paranaíba por 3 a 1.
O Atlético Goianiense enfrentou o Corinthians no jogo seguinte. O primeiro tempo da partida foi fraco, o ataque e a defesa corinthiana foram duramente criticados. No segundo tempo, a entrada do jogador Zague deu predominância à equipe paulista que passou a sufocar os goianos que cederam a pressão e tomaram 4 gols em 14 minutos.

### Segunda rodada
Na segunda rodada do torneio, o Goiânia venceu o seu maior rival Atlético por três gols. Foca marcou dois e Artur um gol para os carijós.
Na partida de fundo, Corinthians ganhou do Sírio por 1 a 0. O jogo não agradou a torcida presente no estádio que esperava uma melhor disputa entre os dois vencedores da primeira rodada. No primeiro tempo, os paulistas tiveram as melhores chances, mas não conseguiram transforma-las em gol. Na etapa complementar, o Sírio se apresentava melhor, porém aos 35 minutos Zezé lança a bola para Zague que bate rasteiro no canto esquerdo de Jucelino dando vitória aos bandeirantes.

### Terceira rodada
Na partida preliminar, Sírio e Atlético empataram por 1 a 1.
O Corinthians entrou na última partida da competição sabendo que uma derrota por 2 a 0 seria suficiente para ganhar o Torneio Brasília, enquanto o Goiânia precisaria de uma vitória por 3 a 0. Zague abriu o placar no início do primeiro tempo, jogando um balde de água fria na torcida e nas pretensões carijós. No segundo tempo, Paulo de cabeça sacramentou o 2 a 0, e consequentemente o título, para o Corinthians.

## Classificação
Cada time disputou três jogos, com dois pontos concedidos para a vitória, um para o empate e nenhum para a derrota.

## Partidas
Todas as três rodadas tiveram dois jogos sendo disputados no mesmo dia. A primeira partida de cada rodada (chamada de preliminar) era disputada somente por clubes goianos, enquanto a segunda partida (chamada de fundo) era disputada pelo Corinthians e seu rival da rodada.

#### Primeira rodada
| Quinta, 19 de junho | Goiânia | 1 – 3  | Sírio Libanês | Pedro Ludovico Teixeira, Goiânia |
| 20:00               |         | Súmula |               |                                  |

| Goiânia | Sírio Libanês |

| Quinta, 19 de junho | Atlético Goianiense | 0 – 4  | Corinthians                     | Pedro Ludovico Teixeira, Goiânia               |
| 21:30               |                     | Súmula | 47', 51' Zague · 56', 61' Índio | Renda: Cr$ 175.000,00 Árbitro: João Rela Filho |

| Atlético Goianiense | Corinthians |

#### Segunda rodada
| Sábado, 21 de junho | Goiânia        | 3 – 0  | Atlético Goianiense | Pedro Ludovico Teixeira, Goiânia |
| 20:00               | Foca , · Artur | Súmula |                     |                                  |

| Goiânia | Atlético Goianiense |

| Sábado, 21 de junho | Sírio Libanês | 0 – 1  | Corinthians | Pedro Ludovico Teixeira, Goiânia               |
| 21:30               |               | Súmula | 80' Zague   | Renda: Cr$ 180.000,00 Árbitro: João Rela Filho |

| Sírio Libanês | Corinthians |

#### Terceira rodada
| Domingo, 22 de junho | Sírio Libanês | 1 – 1  | Atlético Goianiense | Pedro Ludovico Teixeira, Goiânia |
| 14:30                |               | Súmula |                     |                                  |

| Sírio Libanês | Atlético Goianiense |

| Domingo, 22 de junho | Goiânia | 0 – 2  | Corinthians          | Pedro Ludovico Teixeira, Goiânia               |
| 16:00                |         | Súmula | 3' Zague · 68' Paulo | Renda: Cr$ 200.000,00 Árbitro: João Rela Filho |

| Goiânia | Corinthians |

## Premiação
| Torneio Brasília    |
| ------------------- |
| Corinthians Campeão |

## Artilharia
| Pos. | Jogador  | Equipe        | Gols |
| ---- | -------- | ------------- | ---- |
| 1    | Zague    | Corinthians   | 4    |
| 2    | Foca     | Goiânia       | 2    |
| 2    | Índio    | Corinthians   | 2    |
| 2    | Pedrinho | Sírio Libanês | 2    |